# Terjan
Terjan is een bestuurslaag in het regentschap Rembang van de provincie Midden-Java, Indonesië. Terjan telt 2519 inwoners (volkstelling 2010).